# Нойштадт (Айхсфельд)
Нойштадт (нем. Neustadt) — коммуна в Германии, в земле Тюрингия.
Входит в состав района Айхсфельд. Подчиняется управлению Айксфельд-Зюдхарц. Население составляет 703 человека (на 31 декабря 2006 года). Занимает площадь 3,59 км². Официальный код — 16 0 61 073.